# Pampa
Pampa ili pampas je travnata stepa na jugoistoku Južne Amerike, blizu ušća rijeke La Plata. Na zapadu je omeđuju Ande, s na istoku Atlantski ocean. Na sjeveru je grmovita savana regije Gran Chaco. Reljef pampi ide od vrlo ravnih do valovitih ravnica.
Na kečuanskom jeziku, pampa označava ravnicu, posebno ravnicu između planina.
Pampe su po osobinama srodne s australskim zaleđem, (autbekom), južnoafričkim veldom, ili novozelandskom visoravni.
Područje pampa pokriva oko 600.000 četvornih kilometara, i dijele je države: Argentina, Urugvaj i Brazil. Pampe su poljoprivredno srce Argentine, gdje se pretežno uzgajaju goveda.
Razlikuje se vlažna pampa na istoku, gdje su oborine ravnomjerno raspoređene tijekom godine i suha pampa na zapadu, koja se nadovezuje na planinsko područje Monte u zapadnoj Argentini. U području Monte nalaze se planine Sierras pampeanas.
Klima u pampi je umjerena. Na istoku su razlike u temperaturama između godišnjih doba blage zbog utjecaja oceana. Na zapadu klima poprima kontinentalni predznak s vrućim ljetima i suhim i hladnim zimama.
Divlja životinja karakteristična za područje pampi je glodavac patagonijska mara.